# Уголовная ответственность
Уголовная ответственность — один из видов юридической ответственности, основным содержанием которого выступают меры, применяемые государственными органами к лицу в связи с совершением им преступления.
Уголовная ответственность является формой негативной реакции общества на противоправное поведение и заключается в применении к лицу, совершившему преступление, физических, имущественных и моральных лишений, призванных предотвратить совершение новых преступлений.

## Позитивная и негативная уголовная ответственность
В теории уголовного права многими авторами предлагается рассматривать уголовную ответственность в двух аспектах: в позитивном и в негативном.
Позитивная уголовная ответственность сводится к отсутствию нарушений запретов, установленных уголовным законом. Позитивная уголовная ответственность понимается как «обязанность соблюдать требования уголовного закона», «правовые требования», «выполнение должного», «социальный правовой долг». Правовым последствием данного вида ответственности является положительная уголовно-правовая оценка поведения лица со стороны государства, в том числе поощрение его действий. По мнению сторонников теории позитивной ответственности, она проявляется, например, в том, что исключается уголовная ответственность за преступление, которое лицо не совершало; в освобождении от ответственности лица, добровольно отказавшегося от совершения преступления и т. д.
Негативная (или ретроспективная) уголовная ответственность связана с совершением лицом преступления (нарушением уголовного закона) и заключается в применяемых государством репрессивных мерах.
Деление уголовной ответственности на негативную и позитивную не является общепринятым в науке уголовного права. Отмечается, что позитивная уголовная ответственность не имеет большого правового значения, поскольку «перенесение понятия ответственности в область должного, толкуемого не как объективная реальность, а как определённый психологический процесс, лишает её правового содержания». Г. В. Назаренко указывает, что позитивная уголовная ответственность скорее является институтом морали, чем права.
Поэтому именно негативная уголовная ответственность имеет наибольшее теоретическое и практическое значение; в большинстве работ в рамках рассмотрения института уголовной ответственности (в том числе далее в настоящей статье) освещается исключительно этот её аспект.

## Теории уголовной ответственности
Законодательство России и многих других государств мира не даёт определения понятия «уголовная ответственность» (исключением является УК Республики Беларусь, который в ст. 44 говорит, что уголовная ответственность выражается в осуждении от имени Республики Беларусь по приговору суда лица, совершившего преступление, и применении на основе осуждения наказания либо иных мер уголовной ответственности).
Вопрос о том, что представляет собой уголовная ответственность, является одним из наиболее спорных в уголовно-правовой теории. Были предложены следующие концепции уголовной ответственности:
- Уголовная ответственность является тождественной уголовному наказанию[11] или иным мерам государственно-принудительного воздействия[12].
- Уголовная ответственность — это обязанность лица подлежать действию уголовного закона[13].
- Уголовная ответственность — это обязанность лица понести лишения (связанные с наказанием и иными юридическими мерами, наложенными на него) как следствие совершения им преступления[14].
- Уголовная ответственность — это состояние лица, связанное с претерпеванием лишений (наказания и иных мер принуждения), наложенных на него вследствие совершения преступления[15].
- Уголовная ответственность выражается в порицании лица от имени государства в обвинительном приговоре суда[16].
- Уголовная ответственность отождествляется с уголовным правоотношением, сторонами которого являются государство и совершившее преступление лицо[17].

На основании обобщения данных концепций предлагается считать уголовную ответственность комплексным образованием, включающим несколько компонентов или элементов: обязанность лица предстать перед судом за совершение преступного деяния и дать отчёт в содеянном, порицание его самого и совершённого им деяния от имени государства в судебном приговоре, назначенное наказание или иные меры уголовно-правового характера, применённые к лицу, а также судимость.
Называются также следующие обязательные признаки уголовной ответственности:
- Уголовная ответственность основана на нормах уголовного права, устанавливающих её основания и границы.
- Субъектом, применяющим уголовную ответственность, является государство, использующее репрессивные (принудительные) методы воздействия.
- Формальным основанием уголовной ответственности является обвинительный приговор суда, выносимый от лица государства.
- Уголовная ответственность возлагается на лицо в особом порядке, предусмотренном нормами уголовно-процессуального права.
- Уголовная ответственность имеет личный характер.

## Уголовное правоотношение
Уголовная ответственность реализуется в особом виде общественных отношений: охранительных уголовных правоотношениях. Относительно характеристик данного вида правоотношений в теории уголовного права ведутся споры, единого мнения нет, пожалуй, ни об одном из их элементов.
Объектом уголовного правоотношения признаётся поведение лица, привлекаемого к уголовной ответственности, на которое оказывается воздействие путём изменения его правового статуса. По другим мнениям, объектом уголовно-правового отношения являются уголовная ответственность и меры уголовно-правового характера, интересы и блага, которых лишается преступник, подвергаемый уголовной ответственности и т. д.
Так, момент их возникновения может связываться со следующими юридическими фактами:
- Совершение конкретным лицом деяния, содержащего признаки преступления, предусмотренного уголовным законом.
- Момент возбуждения уголовного дела (Я. М. Брайнин).
- Момент привлечения лица в качестве обвиняемого.
- Момент вступления в законную силу приговора суда (В. Г. Смирнов).

Как правило, момент возникновения уголовного правоотношения одновременно считается и моментом возникновения уголовной ответственности за совершённое преступление, однако некоторыми авторами указывается, что юридические факты, являющиеся основанием возникновения уголовного правоотношения, порождают лишь обязанность претерпеть ответственность, но сама ответственность в этот момент ещё реально не существует и возникнет лишь в момент вступления в законную силу приговора суда.
Субъектами уголовного правоотношения называются:
- Общество в целом и лицо, совершившее преступное деяние (Г. О. Петрова).
- Обвиняемый и орган предварительного расследования (Я. М. Брайнин).
- Осуждённый и суд, вынесший приговор (В. Г. Смирнов).
- Государство, виновный и потерпевший (который вправе требовать восстановления его нарушенных прав и интересов) (И. Я. Козаченко)[23].

Эти стороны наделены следующими правами и обязанностями:
- Государство (или иной субъект, выступающий в интересах общества) в данном правоотношении вправе и обязано привлечь виновного к ответственности за совершённое деяние и назначить ему наказание, применить иные меры уголовно-правового воздействия, либо при наличии оснований освободить его от неблагоприятных последствий, связанных с совершением преступления.
- Совершившее преступное деяние лицо обязано подвергнуться принудительному воздействию со стороны государства и имеет право на то, чтобы его действия получили правильную правовую оценку.

Прекращаться уголовно-правовое отношение может при освобождении от уголовной ответственности и от наказания, в силу амнистии или помилования, погашения или снятия судимости, завершения исполнения иных мер уголовно-правового характера, а также в результате изменения уголовного законодательства, имеющего обратную силу, или смерти несущего ответственность лица. Некоторые авторы не включают в состав уголовной ответственности судимость, называя её правовым последствием, а не составной частью; в этом случае уголовно-правовое отношение прекращается с отбытием лицом наказания.

## Функции уголовной ответственности
Выделяют регулятивную, превентивную, карательную, восстановительную и воспитательную функции уголовной ответственности. Регулятивная функция направлена на формирование поведения граждан и организаций, на определение границы между правомерным и преступным. Суть превентивной функции заключается в предупреждении совершения преступлений как самим лицом, которое подвергается уголовной ответственности (частная превенция), так и другими участниками общественных отношений (например, за счёт создания впечатления о неотвратимости наступления ответственности как результата определённых действий). Карательная функция предполагает наложение на субъект, несущего ответственность, неблагоприятных для него ограничений его прав и свобод. Воспитательная функция связана с формированием у лица убеждения о недопустимости совершения действий, влекущих уголовную ответственность; она тесно соприкасается с превентивной. Восстановительная функция направлена на достижения цели реставрации нарушенных преступлением общественных отношений, восстановление общественного спокойствия, которое было поколеблено совершением преступления.

## Реализация уголовной ответственности
Прежде чем найти материальное выражение в конкретных мерах, применённых к лицу, совершившему преступление, уголовная ответственность должна пройти несколько этапов своего существования.
Уголовная ответственность устанавливается государством в форме уголовно-правового запрета, носящего абстрактный характер, нарушение которого влечёт за собой определённые негативные последствия. Основанием для установления такого запрета является опасность для общества деяний определённого рода, наличие фактов совершения таких деяний (или реальной возможности их совершения), относительная распространённость и неэффективность других средств борьбы.
Реализация уголовной ответственности, воплощение абстрактных уголовно-правовых норм в конкретные формы начинается с момента совершения лицом запрещённого уголовным законом общественно опасного деяния; этот процесс осуществляется в несколько этапов (возбуждение уголовного дела, привлечение лица в качестве обвиняемого, вынесение обвинительного приговора, исполнение наказания), причём в силу внешних обстоятельств он может оборваться на любом из них.
Количество и состав таких этапов в различных источниках варьируется. По одному из мнений (О. Э. Лейст), уголовная ответственность проходит 5 стадий: обвинение конкретного лица в совершении преступления или проступка; исследование обстоятельств дела; принятие решения о применении санкции и выборе конкретной санкции из вариантов, предложенных законом; исполнение взыскания или наказания; «состояние наказанности», наличия взыскания.
Прекращается уголовная ответственность в тот момент, когда с лица снимаются все связанные с ней правовые ограничения (например, как результат снятия или погашения судимости).

### Формы реализации уголовной ответственности
Конечным итогом процесса реализации уголовной ответственности является применение к лицу определённых имеющих негативный для него характер мер. К их числу относится наказание, осуждение без назначения наказания (в этом случае имеет место публичное порицание действий лица), применение иных мер уголовно-правового воздействия, судимость.
В России уголовная ответственность введена только в отношении физических лиц. Для юридических лиц уголовной ответственности не предусмотрено. Если организация замешана в преступлении, то наказание несут её руководители и (или) сотрудники, принимавшие участие в преступлении.
Среди мер уголовной ответственности для юридических лиц, предложенных Следственным комитетом РФ, присутствуют: фиксированный штраф, штраф, кратный преступному доходу фирме, аннуитетный штраф, отзыв лицензии, лишение льгот, принудительная ликвидация.
Спорным является отнесение к числу форм реализации уголовной ответственности принудительных мер медицинского характера, применяемых к лицу, совершившему преступление в состоянии невменяемости. Данные меры имеют исключительно лечебный характер, они не являются карательными, не несут в себе элемента порицания.

## Дифференциация и индивидуализация уголовной ответственности
Уголовная ответственность может дифференцироваться в зависимости от различных обстоятельств. В классической школе уголовного права предполагалось, что за равные деяния, совершённые различными преступниками, должно назначаться равное наказание. Так, В. Спасович писал, что наказание должно быть определенным и в качественном, и в количественном отношении; чтобы быть равномерным качеству и количеству содеянного зла, оно должно содержать равную ему ценность. Представители этой правовой школы считали, что объём и характер уголовной ответственности должен устанавливаться законодателем в зависимости от объективных признаков деяния, то есть дифференцироваться; позднее под влиянием антропологической и социологической школы в число признаков, дифференцирующих уголовную ответственность, стали включаться и признаки, относящиеся к лицу, совершившему преступление (субъективные признаки).
Дифференциация ответственности осуществляется в ходе законотворческого процесса, при подготовке и принятии уголовного закона: законодатель решает, какие обстоятельства должны влиять на вид и размер ответственности и закрепляет соответствующие положения в законодательном акте. Средствами дифференциации могут служить установленные в законе отягчающие и смягчающие обстоятельства, квалифицирующие и привилегирующие признаки составов, категоризация преступлений и т. д.
Дифференциации ответственности корреспондирует её индивидуализация, суть которой заключается в том, что правоприменитель (суд или иной орган) в рамках усмотрения, предоставленного ему законодателем, устанавливает конкретную меру ответственности, налагаемую на преступника, с учётом конкретной степени общественной опасности деяния и совершившего его лица.

## Основание уголовной ответственности
С точки зрения социальной философии, основанием уголовной ответственности (как и вообще юридической ответственности) является свобода воли лица, его способность самостоятельно выбирать способ поведения: ответственность наступает потому, что лицо, хотя и могло выбрать путь, одобряемый обществом и государством, дозволенный законами, всё же выбрало путь правонарушения, приносящий вред правам и законным интересам других индивидов и общества в целом. Там, где нет свободы выбора поведения, не может быть и уголовной ответственности.
Спор о наличии или отсутствии у человека свободы выбирать линию поведения (о детерминизме или индетерминизме его поступков) имеет многовековую историю. В индетерминизме основанием уголовной ответственности признавалась «злая воля» преступника, а оправданием применения мер принуждения служила необходимость покарать это зло, либо перевоспитать преступника, сделав его менее «злым».
Философы детерминистской школы предлагали различные основания для применения мер юридической ответственности к лицу, совершившему преступление. Представители французского материализма XVIII века рассматривали преступление как аналог негативных природных процессов, стихийных бедствий, от которых следует оградить общество путём изоляции от него преступника; вульгарные материалисты искали причины преступного поведения в изначальной предрасположенности к нему конкретного человека, придя таким образом к теории «прирождённого преступника», а позже «опасного состояния» личности, которое также обуславливает необходимость применения мер «социальной защиты», в том числе превентивных. В диалектическом материализме доминировала теория о том, что свобода воли есть «познанная необходимость», то есть что поведение людей является волевым и ответственным постольку, поскольку они осознают общественные закономерности, оказывающие на него влияние и соразмеряют с ними свои поступки.
Ввиду такого разнообразия мнения относительно социальных основ уголовной ответственности, спорным является и вопрос о том, что является формально-юридическим основанием уголовной ответственности. Б. С. Утевский, например, считал основанием ответственности вину лица в широком смысле, понимаемую как совокупность обстоятельств, отрицательно оцениваемых судом и требующих привлечения лица к уголовной ответственности. Другие авторы считали основанием ответственности само по себе совершение преступления как юридический факт. В числе других оснований называются общественная опасность деяния, общественная опасность совершившего его лица (преступление — «только повод для принятия мер воздействия против лица, совершившего преступное деяние», состав преступления, совершение деяния, содержащего признаки установленного в законе состава преступления.
С. С. Алексеев выделял два звена, являющихся основанием ответственности: состав правонарушения и правоприменительный акт; А. Б. Сахаров называл в качестве основания уголовной ответственности состав преступления и личность; по другому мнению, основанием уголовной ответственности выступают состав преступления и само совершённое лицом преступление (М. П. Карпушин, В. И. Курляндский и др.); Т. В. Церетели называет три равнозначных элемента, выступающих в роли основания уголовной ответственности (общественная опасность деяния, соответствие деяния признакам состава, описанного в законе, и вина).

В рамках нормативистской теории уголовного права получило развитие мнение о разделении фактического (реального, социального) и юридического (формального) оснований уголовной ответственности. Такая позиция получила выражение, например, в ст. 51 УК Республики Молдова 2002 года, где устанавливается, что:
(1) Реальным основанием уголовной ответственности являются совершённые вредные деяния, а юридическим основанием уголовной ответственности служат признаки состава преступления, предусмотренные уголовным законом.
Однако наиболее распространённым в теории является мнение о том, что основанием уголовной ответственности признаётся установление в деянии виновного всех признаков, соответствующих определённому составу преступления.
В действующем российском уголовном законодательстве этот вопрос также разрешён в пользу последнего варианта (ст. 8 УК РФ), похожие положения содержатся и в законодательстве многих зарубежных стран. Возможны и другие варианты законодательного разрешения проблемы. Так, УК Республики Беларусь и УК Грузии в качестве основания уголовной ответственности называют совершение преступления.